# Coppa asiatica maschile di pallavolo 2016
La Coppa asiatica maschile di pallavolo 2016 si è svolta dal 22 al 28 novembre 2016: al torneo hanno partecipato otto squadre nazionali asiatiche e oceaniane e la vittoria finale è andata per la terza volta all'Iran.

## Impianti
|                                                                             |  |  |
|                                                                             |  |  |
| Nakhon Pathom Gymnasium Città: Nakhon Pathom Capienza: - Anno d'apertura: - |  |  |

## Regolamento

### Formula
Le squadre hanno disputato una prima fase a gironi con formula del girone all'italiana; al termine della prima fase tutte le squadre hanno acceduto alla fase finale per il primo posto, strutturata in quarti di finale, semifinali, finale per il terzo posto e finale. Le squadre sconfitte ai quarti di finale della fase finale per il primo posto hanno acceduto alla fase finale per il quinto posto, strutturata in semifinali, finale per il settimo posto e finale per il quinto posto.

### Criteri di classifica
Se il risultato finale è stato di 3-0 o 3-1 sono stati assegnati 3 punti alla squadra vincente e 0 a quella sconfitta, se il risultato finale è stato di 3-2 sono stati assegnati 2 punti alla squadra vincente e 1 a quella sconfitta.
L'ordine del posizionamento in classifica è stato definito in base a:
- Numero di partite vinte;
- Punti;
- Ratio dei set vinti/persi;
- Ratio dei punti realizzati/subiti;
- Risultati degli scontri diretti.

## Squadre partecipanti
| Squadra       | Qualificazione                             | Ultima partecipazione |
| ------------- | ------------------------------------------ | --------------------- |
| Australia     | 5ª al campionato asiatico e oceaniano 2015 | Australia 2014        |
| Cina          | 3ª al campionato asiatico e oceaniano 2015 | Australia 2014        |
| Corea del Sud | 7ª al campionato asiatico e oceaniano 2015 | Australia 2014        |
| Giappone      | 1ª al campionato asiatico e oceaniano 2015 | Australia 2014        |
| Iran          | 2ª al campionato asiatico e oceaniano 2015 | Australia 2014        |
| Kazakistan    | 9ª al campionato asiatico e oceaniano 2015 | Australia 2014        |
| Taipei cinese | 6ª al campionato asiatico e oceaniano 2015 | Iran 2010             |
| Thailandia    | Paese organizzatore                        | Australia 2014        |

## Torneo

### Fase a gironi
| Girone A      | Girone B      |
| ------------- | ------------- |
| Cina          | Australia     |
| Kazakistan    | Corea del Sud |
| Taipei cinese | Giappone      |
| Thailandia    | Iran          |

#### Girone A

##### Risultati
| 22 settembre 2016 Nakhon Pathom Gymnasium, N. Pathom Durata: 2h:14 - Spettatori: 1 400 | Thailandia    | 2 - 3 | Taipei cinese | 23-25, 25-23, 20-25, 25-22, 25-27 |
| 22 settembre 2016 Nakhon Pathom Gymnasium, N. Pathom Durata: 1h:24 - Spettatori: 1 000 | Cina          | 3 - 0 | Kazakistan    | 25-23, 25-23, 25-20               |
| 23 settembre 2016 Nakhon Pathom Gymnasium, N. Pathom Durata: 1h:24 - Spettatori: 1 600 | Thailandia    | 0 - 3 | Cina          | 13-25, 18-25, 20-25               |
| 23 settembre 2016 Nakhon Pathom Gymnasium, N. Pathom Durata: 2h:14 - Spettatori: 1 000 | Taipei cinese | 2 - 3 | Kazakistan    | 20-25, 25-16, 27-29, 27-25, 13-15 |
| 24 settembre 2016 Nakhon Pathom Gymnasium, N. Pathom Durata: 1h:39 - Spettatori: 3 000 | Kazakistan    | 3 - 1 | Thailandia    | 25-22, 25-21, 20-25, 25-18        |
| 24 settembre 2016 Nakhon Pathom Gymnasium, N. Pathom Durata: 2h:08 - Spettatori: 2 000 | Cina          | 3 - 2 | Taipei cinese | 25-14, 23-25, 23-25, 25-23, 15-13 |

##### Classifica
| Pos | Squadra       | Pt | G | V | P | SV | SP | Ratio | PF  | PS  | Ratio |
| --- | ------------- | -- | - | - | - | -- | -- | ----- | --- | --- | ----- |
| 1   | Cina          | 8  | 3 | 3 | 0 | 9  | 2  | 4.500 | 261 | 217 | 1.203 |
| 2   | Kazakistan    | 5  | 3 | 2 | 1 | 6  | 6  | 1.000 | 271 | 273 | 0.993 |
| 3   | Taipei cinese | 4  | 3 | 1 | 2 | 7  | 8  | 0.875 | 334 | 339 | 0.985 |
| 4   | Thailandia    | 1  | 3 | 0 | 3 | 3  | 9  | 0.333 | 255 | 292 | 0.873 |

#### Girone B

##### Risultati
| 22 settembre 2016 Nakhon Pathom Gymnasium, N. Pathom Durata: 2h:08 - Spettatori: 350   | Iran          | 3 - 1 | Australia     | 25-21, 23-25, 25-17, 25-18        |
| 22 settembre 2016 Nakhon Pathom Gymnasium, N. Pathom Durata: 2h:06 - Spettatori: 1 000 | Giappone      | 2 - 3 | Corea del Sud | 25-19, 25-12, 22-25, 21-25, 11-15 |
| 23 settembre 2016 Nakhon Pathom Gymnasium, N. Pathom Durata: 1h:30 - Spettatori: 1 000 | Corea del Sud | 3 - 0 | Australia     | 26-24, 30-28, 25-22               |
| 23 settembre 2016 Nakhon Pathom Gymnasium, N. Pathom Durata: 1h:12 - Spettatori: 1 200 | Giappone      | 0 - 3 | Iran          | 10-25, 18-25, 23-25               |
| 24 settembre 2016 Nakhon Pathom Gymnasium, N. Pathom Durata: 1h:24 - Spettatori: 1 000 | Iran          | 3 - 0 | Corea del Sud | 25-23, 25-17, 25-16               |
| 24 settembre 2016 Nakhon Pathom Gymnasium, N. Pathom Durata: 1h:17 - Spettatori: 2 000 | Australia     | 0 - 3 | Giappone      | 14-25, 19-25, 23-25               |

##### Classifica
| Pos | Squadra       | Pt | G | V | P | SV | SP | Ratio | PF  | PS  | Ratio |
| --- | ------------- | -- | - | - | - | -- | -- | ----- | --- | --- | ----- |
| 1   | Iran          | 9  | 3 | 3 | 0 | 9  | 1  | 9.000 | 248 | 188 | 1.319 |
| 2   | Corea del Sud | 5  | 3 | 2 | 1 | 6  | 5  | 1.200 | 233 | 253 | 0.921 |
| 3   | Giappone      | 4  | 3 | 1 | 2 | 5  | 6  | 0.833 | 230 | 227 | 1.013 |
| 4   | Australia     | 0  | 3 | 0 | 3 | 1  | 9  | 0.111 | 211 | 254 | 0.831 |

### Fase finale

#### Finali 1º e 3º posto
|  | Quarti        | Quarti        |      |               | Semifinale         | Semifinale         |  |  | Finale 1º/2º posto | Finale 1º/2º posto |
|  |               |               |      |               |                    |                    |  |  |                    |                    |
|  |               |               |      |               |                    |                    |  |  |                    |                    |
|  |               |               |      |               |                    |                    |  |  |                    |                    |
|  | Iran          | 3             |      |               |                    |                    |  |  |                    |                    |
|  | Iran          | 3             |      |               |                    |                    |  |  |                    |                    |
|  | Thailandia    | 1             |      |               |                    |                    |  |  |                    |                    |
|  | Thailandia    | 1             | Iran | 3             |                    |                    |  |  |                    |                    |
|  |               |               | Iran | 3             |                    |                    |  |  |                    |                    |
|  |               | Giappone      | 2    |               |                    |                    |  |  |                    |                    |
|  | Kazakistan    | Giappone      | 2    | 1             |                    |                    |  |  |                    |                    |
|  | Kazakistan    |               |      | 1             |                    |                    |  |  |                    |                    |
|  | Giappone      | 3             |      |               |                    |                    |  |  |                    |                    |
|  | Giappone      | 3             | Iran | 3             |                    |                    |  |  |                    |                    |
|  |               |               | Iran | 3             |                    |                    |  |  |                    |                    |
|  |               | Cina          | 1    |               |                    |                    |  |  |                    |                    |
|  | Cina          | Cina          | 1    | 3             |                    |                    |  |  |                    |                    |
|  | Cina          |               |      | 3             |                    |                    |  |  |                    |                    |
|  | Australia     | 0             |      |               |                    |                    |  |  |                    |                    |
|  | Australia     | 0             | Cina | 3             | Finale 3º/4º posto | Finale 3º/4º posto |  |  |                    |                    |
|  |               |               | Cina | 3             | Finale 3º/4º posto | Finale 3º/4º posto |  |  |                    |                    |
|  |               | Taipei cinese | 0    |               |                    |                    |  |  |                    |                    |
|  | Corea del Sud | Taipei cinese | 0    | 0             | Giappone           | 3                  |  |  |                    |                    |
|  | Corea del Sud |               |      | 0             | Giappone           | 3                  |  |  |                    |                    |
|  | Taipei cinese | 3             |      | Taipei cinese | 1                  |                    |  |  |                    |                    |
|  | Taipei cinese | 3             |      |               | 1                  |                    |  |  |                    |                    |
|  |               |               |      |               |                    |                    |  |  |                    |                    |
|  |               |               |      |               |                    |                    |  |  |                    |                    |

##### Quarti di finale
| 26 settembre 2016 Nakhon Pathom Gymnasium, N. Pathom Durata: 1h:35 - Spettatori: 800   | Cina          | 3 - 0 | Australia     | 25-22, 32-30, 25-23        |
| 26 settembre 2016 Nakhon Pathom Gymnasium, N. Pathom Durata: 2h:00 - Spettatori: 2 000 | Iran          | 3 - 1 | Thailandia    | 25-22, 28-30, 25-20, 25-16 |
| 26 settembre 2016 Nakhon Pathom Gymnasium, N. Pathom Durata: 1h:48 - Spettatori: 1 200 | Kazakistan    | 1 - 3 | Giappone      | 25-23, 19-25, 22-25, 25-27 |
| 26 settembre 2016 Nakhon Pathom Gymnasium, N. Pathom Durata: 1h:17 - Spettatori: 1 500 | Corea del Sud | 0 - 3 | Taipei cinese | 16-25, 17-25, 26-28        |

##### Semifinali
| 27 settembre 2016 Nakhon Pathom Gymnasium, N. Pathom Durata: 2h:11 - Spettatori: 1 200 | Iran | 3 - 2 | Giappone      | 25-21, 17-25, 25-20, 23-25, 15-11 |
| 27 settembre 2016 Nakhon Pathom Gymnasium, N. Pathom Durata: 1h:47 - Spettatori: 1 000 | Cina | 3 - 0 | Taipei cinese | 25-23, 34-32, 25-22               |

##### Finale 3º posto
| 28 settembre 2016 Nakhon Pathom Gymnasium, N. Pathom Durata: ? - Spettatori: ? | Giappone | 3 - 1 | Taipei cinese | 25-18, 17-25, 28-26, 25-12 |

##### Finale
| 28 settembre 2016 Nakhon Pathom Gymnasium, N. Pathom Durata: 1h:59 - Spettatori: 2 600 | Iran | 3 - 1 | Cina | 23-25, 25-23, 25-21, 25-21 |

#### Finali 5º e 7º posto
|  | Semifinali    | Semifinali    | Semifinali |           |            | Finale 5º/6º posto | Finale 5º/6º posto | Finale 5º/6º posto |  |
|  |               |               |            |           |            |                    |                    |                    |  |
|  | Thailandia    | Thailandia    | 1          |           |            |                    |                    |                    |  |
|  | Thailandia    | Thailandia    | 1          |           |            |                    |                    |                    |  |
|  | Kazakistan    | Kazakistan    | 3          |           |            |                    |                    |                    |  |
|  | Kazakistan    | Kazakistan    | 3          |           | Kazakistan | Kazakistan         | 3                  |                    |  |
|  |               |               |            |           | Kazakistan | Kazakistan         | 3                  |                    |  |
|  |               |               | Australia  | Australia | 0          |                    |                    |                    |  |
|  | Australia     | Australia     | Australia  | Australia | 0          | 3                  |                    |                    |  |
|  | Australia     | Australia     |            |           |            | 3                  |                    |                    |  |
|  | Corea del Sud | Corea del Sud | 1          |           |            | Finale 7º/8º posto | Finale 7º/8º posto | Finale 7º/8º posto |  |
|  | Corea del Sud | Corea del Sud | 1          |           |            |                    |                    |                    |  |
|  |               |               |            |           |            |                    |                    |                    |  |
|  |               |               |            |           |            | Thailandia         | Thailandia         | 3                  |  |
|  |               |               |            |           |            | Thailandia         | Thailandia         | 3                  |  |
|  |               |               |            |           |            | Corea del Sud      | Corea del Sud      | 0                  |  |

##### Semifinali
| 27 settembre 2016 Nakhon Pathom Gymnasium, N. Pathom Durata: 1h:44 - Spettatori: 1 200 | Thailandia | 1 - 3 | Kazakistan    | 25-18, 17-25, 17-25, 23-25 |
| 27 settembre 2016 Nakhon Pathom Gymnasium, N. Pathom Durata: 1h:47 - Spettatori: 1 500 | Australia  | 3 - 1 | Corea del Sud | 25-23, 25-18, 25-27, 25-19 |

##### Finale 7º posto
| 28 settembre 2016 Nakhon Pathom Gymnasium, N. Pathom Durata: 1h:17 - Spettatori: 1 500 | Thailandia | 3 - 0 | Corea del Sud | 28-26, 25-17, 25-17 |

##### Finale 5º posto
| 28 settembre 2016 Nakhon Pathom Gymnasium, N. Pathom Durata: 1h:15 - Spettatori: 1 300 | Kazakistan | 3 - 0 | Australia | 25-17, 25-20, 25-21 |

## Podio

### Campione
Formazione: 2 Esmaeilnezhad, 3 Faezi, 5 Fallah, 6 Shafiei, 8 Amiri, 9 Gholami, 10 Mobasheri, 11 Davoodi, 13 Behbodi, 15 Moaazen, 16 Heydari, 17 Ghara, 18 Vadi, 19 Cheperli, CT: Shahnazi

### Secondo posto
Formazione: 1 Liu L.b., 2 Jiang, 3 Liu M., 5 Li Y.b., 7 Li B.a., 8 Xia, 9 Miao, 10 Chen, 12 Rao, 13 Mao, 15 Ji, 17 Ke, 18 Liu X.d., 19 Tang, CT: Li M.

### Terzo posto
Formazione: 1 Hisahara, 2 K. Sakai, 3 Yamaguchi, 4 Suzuki, 5 Kodama, 6 Kato, 7 Yamamoto, 10 Koike, 11 Ishikawa, 12 Kamiya, 15 Onodera, 16 Ōtake, 17 Higuchi, 18 Tahanashi, CT: S. Sakai

## Classifica finale
| Pos | Squadre       |
| --- | ------------- |
|     | Iran          |
|     | Cina          |
|     | Giappone      |
| 4   | Taipei cinese |
| 5   | Kazakistan    |
| 6   | Australia     |
| 7   | Thailandia    |
| 8   | Corea del Sud |

## Premi individuali
| Premio                | Nome             | Squadra       |
| --------------------- | ---------------- | ------------- |
| MVP                   | Alireza Behboudi | Iran          |
| Miglior palleggiatore | Shohei Yamaguchi | Giappone      |
| Miglior opposto       | Jiang Chuan      | Cina          |
| Miglior schiacciatore | Liu Libin        | Cina          |
| Miglior schiacciatore | Rahman Davoudi   | Iran          |
| Miglior centrale      | Miao Ruantong    | Cina          |
| Miglior centrale      | Masoud Gholami   | Iran          |
| Miglior libero        | Tung Li-yi       | Taipei cinese |